# Dors
Dors is een private label bier dat speciaal gebrouwen wordt voor Jumbo Supermarkten.
Er staat geen brouwer op het etiket, het wordt gebrouwen door Royal Swinkels. De naam komt van het werkwoord 'dorsen' dat 'door op de geoogste aren te slaan het graan vrijmaken' betekent, een activiteit die in vroeger dagen uitgevoerd werd met de dorsvlegel.
Zoals veel biermerken in Nederland kwam Dors in 2014 met een Radler-variant. Later volgden ook nog een sterk bier met 9,5% alcohol, een bier met tequila-aroma, een licht Mexicaans zomerbier, een blond bier, een Weizenbier en Tripel.  

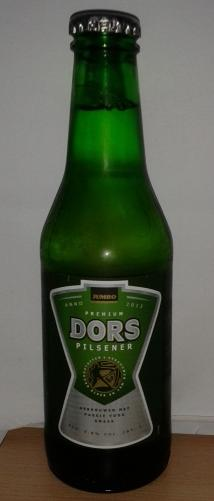
Flesje met draaidop
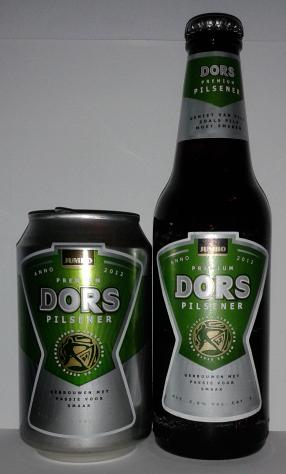
Blikje en pijpje
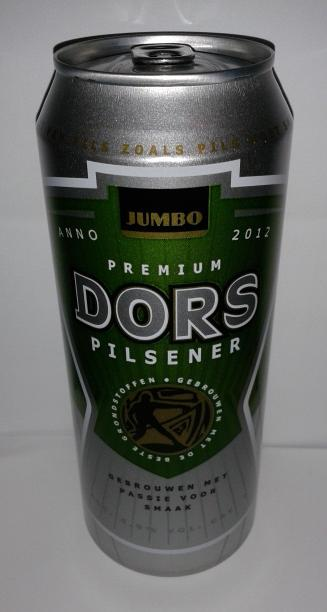
Halveliterblik
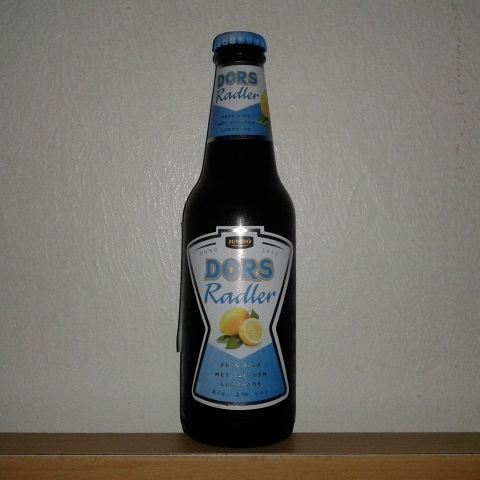
Radler
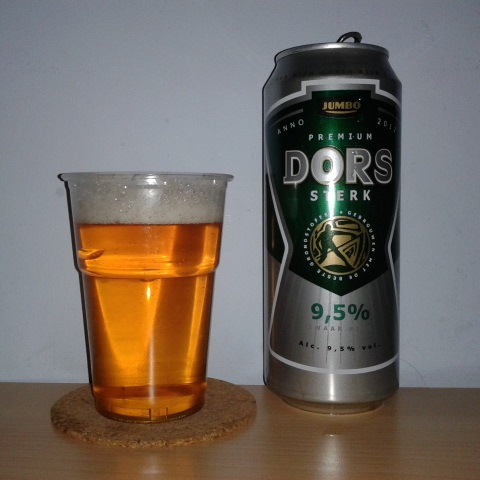
Sterk
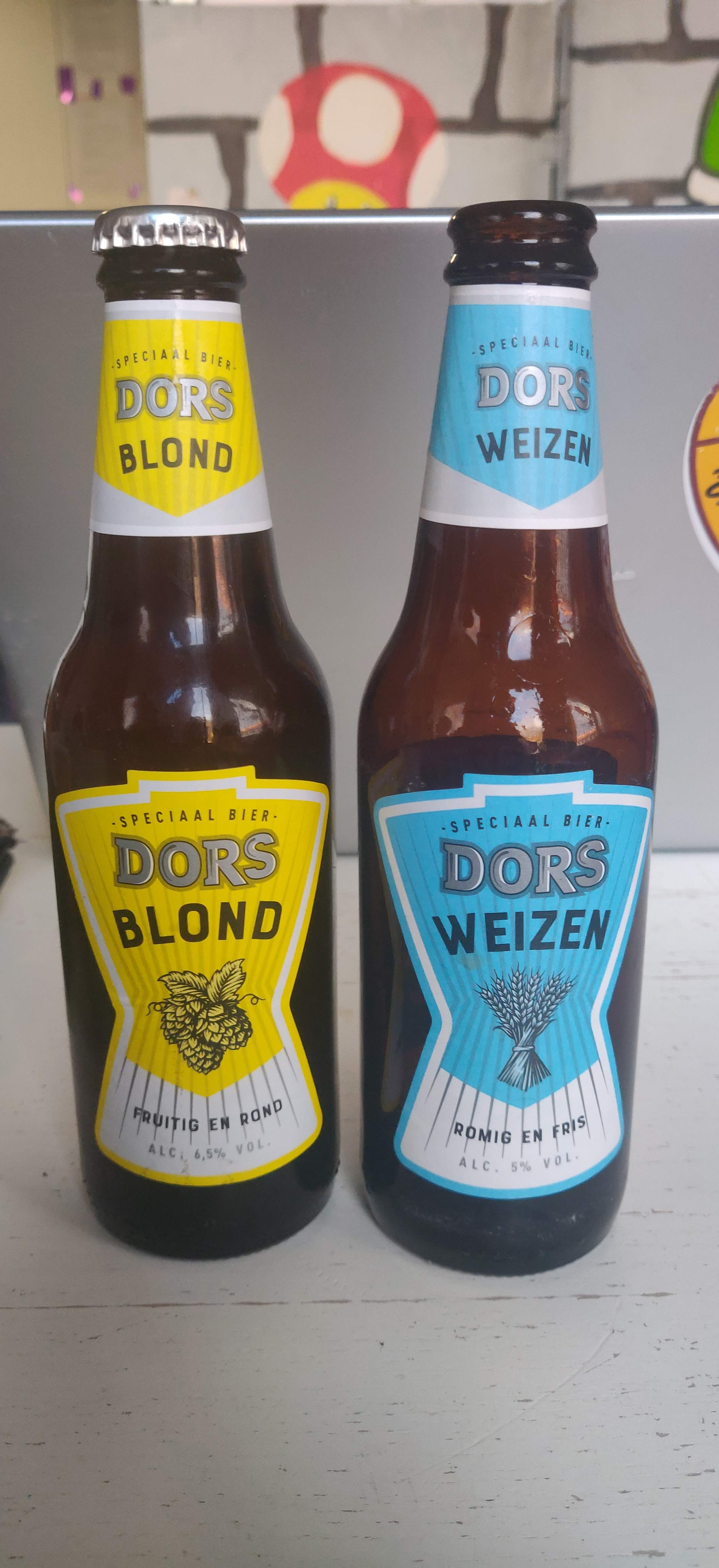
Dors blond en weizen speciaalbier.